# Yamanasaurus
Yamanasaurus lojaensis
Genre
Espèce
Yamanasaurus est un  genre fossile de dinosaures sauropodes, un titanosaure de la famille des saltasauridés qui vivait à la fin du Crétacé supérieur, au Campanien-Maastrichtien, il y a environ entre 75 et 70 Ma (millions d'années), dans ce qui est maintenant l'Amérique du Sud.
Une seule espèce est rattachée au genre : Yamanasaurus lojaensis, décrite en 2019 par Sebastián Apesteguía, John E.Soto Luzuriaga, Pablo A.Gallina, José Tamay Granda et Galo A. Guamán Jaramillo.
Ses restes proviennent de la formation géologique de Río Playas du bassin d'Alamor-Lancones, au sud de l'Équateur, étant le premier dinosaure non-aviaire nommé dans ce pays.

## Étymologie
Le genre Yamanasaurus fait référence à la localité de Yamana, où ont été trouvés les ossements, qui se situe dans le sud de l'Équateur, à une cinquantaine de kilomètres de la frontière péruvienne.
Le nom spécifique, lojaensis, composé de loja et du suffixe latin -ensis, « qui vit dans, qui habite », lui a été donné en référence la ville de Loja, où cette découverte a été présentée et où une partie des études ont été menées. 

## Description
Yamanasaurus se caractérise par des vertèbres antérieures jusqu'à celles du milieu de la queue présentant un condyle comprimé dorso-ventralement, avec l'extrémité postérieure surélevée par rapport à la ligne médiane, sans crête ventrale longitudinale. La structure interne est spongieuse avec absence de cavités internes. Le dernier centrum de  vertèbre sacrée est aussi long que haut, avec une petite cavité ovoïde peu profonde sur le côté latéral. Le radius est robuste avec une diaphyse aplatie et un resserrement marqué juste sous l'épiphyse qui présente une surface proximale concave de forme heptagonale. 
La morphologie, la taille et l'âge du spécimen suggèrent que Yamanasaurus est étroitement lié à Neuquensaurus, étant le saltasaurinidé connu le plus proche (découvert en Argentine et en Uruguay). Cet herbivore devait se nourrir de végétation basse.

## Découverte
À l'origine de cette découverte en 2017, Francisco Celi, un octogénaire habitant Yamana, qui informe le professeur d'université Galo Guamán et ses étudiants en géologie, alors en excursion dans le secteur. Il leur montre « la pierre spéciale » qu'il a trouvée. Il s'agissait d'une vertèbre de ce dinosaure.
Les restes fossiles comprennent un sacrum partiel, une vertèbre caudale partielle et plusieurs os conjoints des extrémités. 
Galo Guamán, le chercheur chargé de l'étude, précise au sujet de sa datation : « L'âge des fossiles a été déterminé par corrélation géologique, grâce aux échantillons de roche qui correspondent à la période maastrichtienne, la dernière période du Crétacé, avant la chute de la météorite qui a fait s'éteindre les dinosaures. »

## Publication originale
- (en) Sebastián Apesteguía, John E. Soto Luzuriaga, Pablo Ariel Gallina, José Tamay Granda et Galo A. Guamán Jaramillo, « The first dinosaur remains from the Cretaceous of Ecuador », Cretaceous Research, Elsevier, vol. 108,‎ avril 2020, p. 104345 (ISSN 0195-6671 et 1095-998X, OCLC 36935308, DOI 10.1016/J.CRETRES.2019.104345).